# Барнаульский комбинат железобетонных изделий №1
Барнаульский комбинат железобетонных изделий № 1 — промышленное предприятие в Барнауле. Находится в Ленинском районе города. Основано в 1956 году. 13 апреля 2009 года комбинат был переименован в ООО «Железобетонные изделия Сибири», а 10 сентября 2020 года комбинат — в ООО «БКЖБИ № 1» имени Владимира Ивановича Мудрика.

## Продукция
Предприятие занимается производством стройматериалов, в частности железобетона, бетонной смеси, плит пустотного настила, раствора, стеновых панелей.
С 15 марта 2011 года на заводе введена процедура конкурсного производства.
В начале 2016 года на заводе запущено производство комплектующих для крупнопанельного (97 серия, СПД-33), каркасного (КУБ) домостроения
Комбинат имеет одни из самых высоких темпов развития и производства в Барнауле среди предприятий стройиндустрии. Объёмы производства в 2016 году составили более 65 тыс. кубометров железобетонных изделий.

## Производственные мощности
В 2007 году введён в эксплуатацию производственный комплекс на основе оборудования немецкой компании ТЕКА Maschinenbau, единственном в Алтайском крае, мощностью 6 тыс. м³ плит в месяц. А также финская линия по производству плит пустотного настила разной длины на оборудовании Elematik (Финляндия) мощностью 72 тыс. м³ в год, газопоршневая мини-ТЭЦ. В 2001 году запущено производство вибропрессованных изделий на немецком оборудовании «OMAG», объёмы производства вибропрессованных изделий на 2016 года составили более 20 тыс. м³
Количество работающих на комбинате — около 600 человек (состояние на 2020 год).